# Mâconnais (dialecte)
Pour les articles homonymes, voir Mâconnais (homonymie).
Le mâconnais est un dialecte du francoprovençal parlé dans la région de Mâcon, dans le sud de la Bourgogne. C'est un dialecte de transition entre le domaine francoprovençal et le domaine d'oïl. Son appartenance à un champ linguistique de transition lui vaut néanmoins plusieurs classifications.
Par sa forte francisation, il est parfois classé comme un dialecte d'oïl. Néanmoins, la majorité des études ou organismes de linguistique le font classer comme un parler francoprovençal comme c'est le cas de l'Observatoire linguistique.
Les auteurs médiévaux et modernes de la région mâconnaise sont en partie à l'origine d'une littérature dans le dialecte mâconnais. Les textes locaux en question sont actuellement considérés comme des écrits de la langue francoprovençale par le superstrat présent.
Il est aujourd'hui très peu usité mais continue de vivre grâce à diverses associations culturelles œuvrant pour la survie du patrimoine linguistique en Bourgogne. La ville de Tournus est parfois considérée comme étant traversée par la limite entre langue d'oïl et francoprovençal (mâconnais).